# Новокуйбышевская (станция)
Новокуйбышевская — железнодорожная станция Куйбышевской железной дороги, расположенная в Новокуйбышевске. По объему выполняемой работы вокзал станции Новокуйбышевская является вокзалом третьего класса.

## История
Первые посадочные пассажирские железнодорожные платформы у основанного в 1948 году Новокуйбышевска и нефтеперерабатывающего завода при нём появились на станции Молодёжная. Завод разрастался, и было принято решение о строительстве вокзала на 102-м километре железной дороги. Он был возведён силами железнодорожных войск и сдан в эксплуатацию 1 октября 1951 года, тут же став главной достопримечательностью города. Вокзал выстроен в сталинском стиле – его украшают колонны, в интерьере использован мрамор, а атриум примечателен декоративной балюстрадой.
В настоящее время станция Новокуйбышевская осуществляет операции пассажирских и грузовых перевозок.
Решением Правительства Самарской области № 376 от 8 августа 2013 года здание вокзала станции Новокуйбышевская включено в реестр объектов культурного наследия народов Российской Федерации регионального значения.

## Дальнее сообщение
По графику 2020 года через станцию курсируют следующие поезда дальнего следования:
Круглогодичное движение поездов
| № поезда                | Маршрут движения           | № поезда                | Маршрут движения           |
| ----------------------- | -------------------------- | ----------------------- | -------------------------- |
| 49 «Двухэтажный состав» | Самара — Москва            | 50 «Двухэтажный состав» | Москва — Самара            |
| 101                     | Нижневартовск — Пенза      | 102                     | Пенза — Нижневартовск      |
| 103                     | Уфа — Саратов              | 104                     | Саратов — Уфа              |
| 107 «Самара»            | Самара — Санкт-Петербург   | 108 «Самара»            | Санкт-Петербург — Самара   |
| 117                     | Самара — Адлер             | 118                     | Адлер — Самара             |
| 123                     | Новосибирск — Белгород     | 124                     | Белгород — Новосибирск     |
| 127                     | Красноярск — Адлер         | 128                     | Адлер — Красноярск         |
| 131                     | Орск — Москва              | 132                     | Москва — Орск              |
| 133                     | Томск — Анапа              | 134                     | Анапа — Томск              |
| 141                     | Екатеринбург — Симферополь | 142                     | Симферополь — Екатеринбург |
| 147                     | Нижневартовск — Астрахань  | 148                     | Астрахань — Нижневартовск  |
| 317                     | Караганда — Барановичи     | 318                     | Барановичи — Караганда     |
| 337                     | Самара — Санкт-Петербург   | 338                     | Санкт-Петербург — Самара   |
| 343                     | Челябинск — Адлер          | 344                     | Адлер — Челябинск          |
| 345                     | Нижневартовск — Адлер      | 346                     | Адлер — Нижневартовск      |

Сезонное движение поездов
| № поезда | Маршрут движения                  | № поезда | Маршрут движения                  |
| -------- | --------------------------------- | -------- | --------------------------------- |
| 249      | Новокузнецк — Имеретинский курорт | 250      | Имеретинский курорт — Новокузнецк |
| 425      | Челябинск — Калининград           | 426      | Калининград — Челябинск           |
| 453      | Уфа — Новороссийск                | 454      | Новороссийск — Уфа                |
| 455      | Челябинск — Новороссийск          | 456      | Новороссийск — Челябинск          |
| 461      | Уфа — Адлер                       | 462      | Адлер — Уфа                       |
| 473      | Самара — Анапа                    | 474      | Анапа — Самара                    |
| 487      | Самара — Сухум                    | 488      | Сухум — Самара                    |
| 537      | Уфа — Адлер                       | 538      | Адлер — Уфа                       |
| 545      | Орск — Имеретинский курорт        | 546      | Имеретинский курорт — Орск        |
| 549      | Тольятти — Адлер                  | 550      | Адлер — Тольятти                  |